# Brianté Weber
Brianté Weber (Chesapeake, 29 dicembre 1992) è un cestista statunitense, playmaker della Dinamo Sassari.

## Statistiche

### NCAA
| Anno      | Squadra  | PG  | PT | MP   | TC%  | 3P%  | TL%  | RP  | AP  | PRP | SP  | PP  |
| --------- | -------- | --- | -- | ---- | ---- | ---- | ---- | --- | --- | --- | --- | --- |
| 2011-2012 | VCU Rams | 36  | 4  | 18,8 | 41,4 | 25,0 | 75,0 | 2,9 | 1,6 | 2,1 | 0,2 | 4,9 |
| 2012-2013 | VCU Rams | 36  | 7  | 20,8 | 42,1 | 22,5 | 78,5 | 2,8 | 2,7 | 2,7 | 0,3 | 5,4 |
| 2013-2014 | VCU Rams | 35  | 35 | 28,9 | 44,9 | 24,4 | 78,4 | 4,1 | 3,9 | 3,5 | 0,1 | 9,4 |
| 2014-2015 | VCU Rams | 20  | 19 | 26,5 | 40,1 | 41,4 | 74,1 | 3,7 | 4,3 | 3,9 | 0,2 | 8,1 |
| Carriera  | Carriera | 127 | 65 | 23,4 | 42,6 | 27,4 | 76,9 | 3,3 | 3,0 | 2,9 | 0,2 | 6,8 |

#### Massimi in carriera
- Massimo di punti: 22 vs Georgetown (24 novembre 2013)[1]
- Massimo di rimbalzi: 9 (2 volte)
- Massimo di assist: 10 (2 volte)
- Massimo di palle rubate: 10 vs Florida Gulf Coast (9 novembre 2012)
- Massimo di stoppate: 2 (3 volte)
- Massimo di minuti giocati: 42 vs Stephen F. Austin State (21 marzo 2014)

### NBA

#### Regular season
| Anno      | Squadra           | PG | PT | MP   | TC%  | 3P%  | TL%  | RP  | AP  | PRP | SP  | PP  |
| --------- | ----------------- | -- | -- | ---- | ---- | ---- | ---- | --- | --- | --- | --- | --- |
| 2015-2016 | Memphis Grizzlies | 6  | 4  | 27,7 | 34,2 | 0,0  | 75,0 | 4,0 | 3,3 | 1,5 | 0,5 | 4,8 |
| 2015-2016 | Miami Heat        | 1  | 0  | 3,0  | 100  | -    | -    | 1,0 | 1,0 | 0,0 | 0,0 | 2,0 |
| 2016-2017 | G.S. Warriors     | 7  | 0  | 6,6  | 35,7 | 0,0  | 66,7 | 0,6 | 0,7 | 0,4 | 0,1 | 1,7 |
| 2016-2017 | Charlotte Hornets | 13 | 0  | 12,2 | 43,5 | 14,3 | 69,2 | 1,7 | 1,2 | 0,7 | 0,0 | 3,8 |
| 2017-2018 | Houston Rockets   | 13 | 0  | 9,1  | 40,9 | 44,4 | 100  | 1,4 | 1,0 | 0,8 | 0,2 | 2,0 |
| 2017-2018 | Memphis Grizzlies | 5  | 0  | 23,8 | 47,6 | 0,0  | 66,7 | 3,4 | 1,8 | 1,6 | 0,4 | 4,8 |
| Carriera  | Carriera          | 45 | 4  | 13,6 | 40,8 | 19,2 | 73,3 | 1,9 | 1,4 | 0,9 | 0,2 | 3,2 |

#### Play-off
| Anno     | Squadra    | PG | PT | MP  | TC% | 3P% | TL% | RP  | AP  | PRP | SP  | PP  |
| -------- | ---------- | -- | -- | --- | --- | --- | --- | --- | --- | --- | --- | --- |
| 2016     | Miami Heat | 2  | 0  | 3,0 | 0,0 | -   | -   | 0,0 | 0,5 | 0,5 | 0,0 | 0,0 |
| Carriera | Carriera   | 2  | 0  | 3,0 | 0,0 | -   | -   | 0,0 | 0,5 | 0,5 | 0,0 | 0,0 |

#### Massimi in carriera
- Massimo di punti: 15 vs Brooklyn Nets (19 marzo 2018)[2]
- Massimo di rimbalzi: 7 vs Houston Rockets (14 marzo 2016)
- Massimo di assist: 7 vs New Orleans Pelicans (11 marzo 2016)
- Massimo di palle rubate: 3 (3 volte)
- Massimo di stoppate: 1 (9 volte)
- Massimo di minuti giocati: 40 vs New Orleans Pelicans (11 marzo 2016)

### G League
| Anno       | Squadra           | PG  | PT | MP   | TC%  | 3P%  | TL%  | RP  | AP  | PRP | SP  | PP   |
| ---------- | ----------------- | --- | -- | ---- | ---- | ---- | ---- | --- | --- | --- | --- | ---- |
| 2015-2016† | S. Falls Skyforce | 28  | 9  | 28,8 | 46,9 | 40,8 | 72,5 | 5,3 | 4,2 | 2,1 | 0,1 | 10,7 |
| 2016-2017  | S. Falls Skyforce | 31  | 31 | 36,8 | 45,6 | 35,9 | 77,8 | 7,5 | 7,4 | 3,3 | 0,2 | 16,5 |
| 2017-2018  | R.G.V. Vipers     | 13  | 13 | 34,2 | 52,5 | 33,3 | 80,4 | 6,3 | 7,4 | 3,3 | 0,2 | 18,2 |
| 2017-2018  | S. Falls Skyforce | 15  | 15 | 34,4 | 50,3 | 33,3 | 92,6 | 6,4 | 6,8 | 2,0 | 0,1 | 14,3 |
| 2018-2019  | S. Falls Skyforce | 33  | 21 | 31,4 | 51,6 | 41,9 | 78,7 | 4,5 | 6,2 | 2,9 | 0,4 | 15,1 |
| Carriera   | Carriera          | 120 | 89 | 32,9 | 48,9 | 37,3 | 78,9 | 5,9 | 6,2 | 2,7 | 0,2 | 14,7 |

### Eurolega
| Anno      | Squadra    | PG | PT | MP   | TC%  | 3P%  | TL%  | RP  | AP  | PRP | SP  | PP   |
| --------- | ---------- | -- | -- | ---- | ---- | ---- | ---- | --- | --- | --- | --- | ---- |
| 2018-2019 | Olympiakos | 8  | 7  | 24,3 | 52,9 | 46,2 | 76,5 | 4,6 | 2,6 | 1,0 | 0,2 | 11,6 |
| Carriera  | Carriera   | 8  | 7  | 24,3 | 52,9 | 46,2 | 76,5 | 4,6 | 2,6 | 1,0 | 0,2 | 11,6 |

## Palmarès
- Campione NBA D-League (2016)
- All-NBDL Second Team (2017)
- All-NBDL All-Defensive First Team (2017, 2018)
- CEBL Defensive Player of the Year (2020)
- CEBL Clutch Player of the Year (2020)
- All-CEBL Second Team (2020)